# Râul Ursoiu
Râul Ursoiu este un curs de apă, afluent al râului Bașeu. 